# Burg Oberlauda
Die Burg Oberlauda, auch als Bergschloss Oberlauda und Oberes Schloss Oberlauda erwähnt, ist eine abgegangene Spornburg auf dem Schloßberg bei Oberlauda, einem Stadtteil von Lauda-Königshofen im Main-Tauber-Kreis in Baden-Württemberg. Der Begriff Oberes Schloss entstand zur Unterscheidung der Burg Oberlauda vom Unteren Schloss Oberlauda.

## Geschichte
Die genaue Entstehungszeit der Burg Oberlauda ist unbekannt. Vermutlich gab es schon eine vormittelalterliche Fliehburg größeren Ausmaßes, die im Mittelalter zu einer weitläufigen Burg ausgebaut wurde. Die Burg Oberlauda ist damit wahrscheinlich jünger als die ebenfalls abgegangene Burg in Lauda.
Im Jahre 1169 gaben die edelfreien Herren von Lauda die Burg zum Teil dem Würzburger Bischof, Herold von Höchheim, zu Lehen auf und teilten sie 1209 mit ihrem Verwandten Siboto von Zimmern. Nach deren Erlöschen um das Jahr 1216 wird 1225 Gerhard von Rieneck als Inhaber erwähnt. Im 13. und zu Beginn des 14. Jahrhunderts wurden vereinzelt Niederadlige von Lauda als Inhaber des Oberen Schlosses erwähnt, mindestens teilweise Bewohner des sogenannten Unteren Schlosses, eines Wohnturms mit Buckelquadern, der, inzwischen erweitert, ein verputztes Fachwerkobergeschoss trägt.
Die Burg war bis zu ihrer Zerstörung im Deutschen Bauernkrieg Sitz des Amtes Lauda. Am Karfreitag des Jahres 1525 setzten aufständische Bauern die große Anlage oberhalb von Oberlauda in Brand. Seitdem wurden die Steine von Jahr zu Jahr von den Bürgern des Dorfes abgetragen und für den Hausbau verwendet. Hiervon wurde bis in die Mitte des 20. Jahrhunderts reger Gebrauch gemacht.

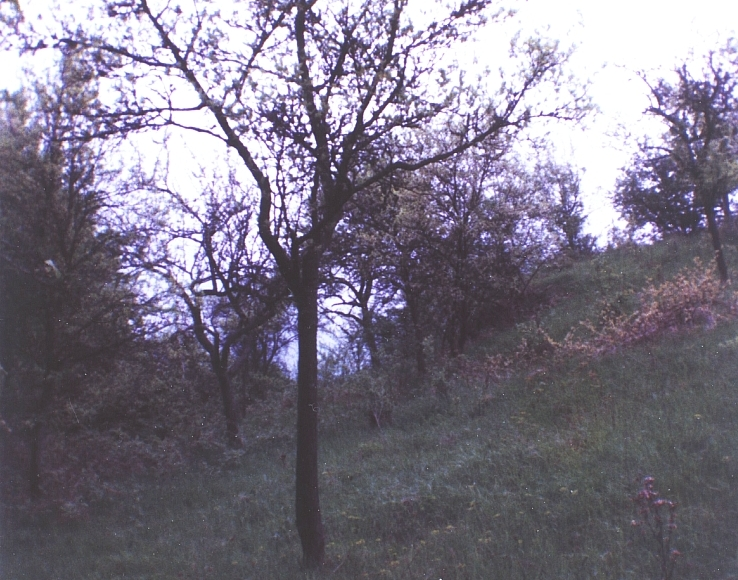
Teil des Burghügels und Burggrabens

Der Dorfchronist Stephan Oehmann (1949) ließ die Burganlage in einer Zeichnung wieder erstehen. Seine Zeichnung basierte auf topografischen Kenntnissen, vorhandenen Mauerresten und mehreren Gesprächen mit älteren Einwohnern aus Oberlauda, welche noch die Umrisse der Burganlage um die 1880er Jahre gesehen hatten. Im Jahre 1880 führte man im Bereich der Burg Oberlauda archäologische Untersuchungen durch und fand zahlreiche Reste, die heute zum Teil nicht mehr existent sind. Es finden sich Hinweise auf ein Burgplateau, einen Ringgraben und unterirdisch erhaltene Mauerzüge, die sich heute in Form von Erdwällen erkennen lassen. Die noch sichtbaren Fundamente weisen auf qualitativ gut behauene Steine hin.
Beim Bau eines Strommasten im Jahre 1959 wurde ein bei Bodenprüfungen entdecktes vollständig vorhandenes Kellerverlies der Burgruine mit Beton verfüllt. Aus Sicht von Heimatforschern und Archäologen wurde dies später als „großer Frevel“ bezeichnet, hatte doch Oehmann noch zehn Jahre zuvor in seinem Heimatbuch darauf hingewiesen, die Forschungen hinsichtlich des Alters der Burg nicht aufzugeben. Der Grundriss der ehemaligen Burg lässt sich noch heute anhand der sichtbaren Erdwälle teilweise ablesen, obwohl nur noch spärliche Reste der ehemaligen Burg bestehen.